# Konvencija o varstvu kulturnih dobrin v primeru oboroženega spopada
Haaška konvencija o varstvu kulturnih dobrin v primeru oboroženega spopada (kratko: Haška konvencija) je prva mednarodna pogodba, ki se osredotoča izključno na varstvo kulturnih dobrin v oboroženih spopadih. Podpisana je bila v Haagu na Nizozemskem 14. maja 1954 in je začela veljati 7. avgusta 1956. Do marca 2016 jo je ratificiralo 127 držav.
Haaška konvencija je bila sprejeta v luči hudega uničenja kulturne dediščine, ki je nastalo med drugo svetovno vojno. Dva protokola h Konvenciji sta bila sklenjena. Prvi protokol je bil uveden 14. maja 1954 in je začel veljati 7. avgusta 1956. Drugi protokol je bil uveden 26. marca 1999 in je začel veljati 9. marca 2004.
Haaška konvencija zajema nepremično in premično kulturno dediščino, vključno spomenike, umetnost, arheološka najdišča, znanstvene zbirke, rokopise, knjige in druge predmete umetniškega, zgodovinskega ali arheološkega pomena, da se zagotovi kulturno zapuščino in posledično kulturno last narodov, skupin in različnih članov družbe po vsem svetu, ki se soočajo z oboroženim spopadom.

## Države pogodbenice
| Pogodbenice | Države, ki so konvencijo podpisale, vendar je niso ratificirale |

Od marca 2016 je 127 držav, ki so podpisnice pogodbe, 4 druge (Andora, Irska, Filipini in Združeno kraljestvo) so jo podpisale, vendar še ne ratificirale. Trenutno so 104 države pogodbenice Prvega protokola. Drugi protokol ima 68 držav pogodbenic.

### Slovenija
V Sloveniji velja: Konvencija o varstvu kulturnih dobrin v primeru oboroženega spopada (Haaška konvencija), s Pravilnikom za njeno izvrševanje in protokolom (Uradni list FLRJ - Mednarodne pogodbe, št. 4/56; objava: Varstvo spomenikov, št. 29)Zakon o ratifikaciji Drugega protokola k Haaški konvenciji iz leta 1954 o varstvu kulturnih dobrin v primeru oboroženega spopada (Uradni list RS – Mednarodne pogodbe, št. 22/03)

## Kulturne dobrine
Kulturna dobrina je izraz kulturne dediščine neke skupine ali družbe. To je odraz načina življenja, ki ga je skupnost razvila in se prenaša med generacijami, vključno s šegami, navadami, kraji, predmeti, umetniškimi izrazi in vrednotami. Varstvo kulturnih dobrin v času oboroženih spopadov in okupacije je zelo pomembna, saj odraža življenje, zgodovino in identiteto skupnosti, zato njeno ohranjanje pomaga pri ponovni gradnji skupnosti, ponovni vzpostavitvi svoje identitete in povezave preteklosti s sedanjostjo in prihodnostjo. Poleg tega je kulturna dobrina vseh ljudi, ki prispeva h kulturne dediščine človeštva, zato je njegova izguba ali škoda take lastnine siromaši človeštvo kot celoto.

## Haška konvencija
Na splošno, Haaška konvencija določa, da države pogodbenice sprejmejo zaščitne ukrepe v času miru za varovanje kulturnih dobrin. Takšni ukrepi vključujejo pripravo zalog, pripravo za odstranjevanje premične kulturne lastnine in določitev pristojnih organov, odgovornih za varovanje kulturnih dobrin.
Države pogodbenice se zavezujejo k spoštovanju kulturnih dobrin, ki se ne nahajajo le na njenem ozemlju, ampak tudi na ozemlju druge države pogodbenice. Pri tem se strinjajo, da se vzdržijo uporabe zemljišča in njegove neposredne okolice za namene, ki bi jo lahko izpostavilo uničenju ali škodi v primeru oboroženega konflikta; kot tudi da se vzdržijo kakršnih koli dejanj sovražnosti proti takemu premoženju.
Konvencija zahteva tudi ustanovitev posebne enote v okviru vojaških sil, ki je odgovorna za varstvo kulturnih dobrin; za države pogodbenice za izvajanje sankcij za kršitve konvencije; in izvajati promocijo Konvencije za širšo javnost, strokovnjaki kulturne dediščine, vojaške ali agencije pregona.
Uspešno izvajanje Haaške konvencije je bilo najbolje prikazano med zalivsko vojno, kjer so mnoge članice koalicijskih sil, ki so bile bodisi stranke Konvencije ali ne, kot so ZDA, sprejele poslovnik, predvsem za "ne napadanje ciljev iz seznama" krajev, kjer je znano, da obstajajo kulturne dobrine.

### Definicija kulturne dobrine
Člen 1. Za namene te konvencije izraz "kulturna lastnina" zajema, ne glede na izvor ali lastništvo: 
- (a) premičnine ali nepremičnine, ki so zelo pomembne za kulturno dediščino vsakega naroda, kot so arhitekturni, umetnostni ali zgodovinski spomeniki, verski ali posvetni, arheološka območja, skupine zgradb, ki so kot celote zgodovinsko ali umetnostno zanimive, umetnine, rokopisi, knjige in drugi umetnostno, zgodovinsko ali arheološko zanimivi predmeti in tudi znanstvene zbirke in pomembne zbirke knjig, arhivov ali reprodukcije prej naštetih dobrin;
- (b) stavbe, katerih poglavitni in dejanski namen je, da varujejo ali razstavljajo premične kulturne dobrine, opredeljene v odstavku a), kot so muzeji, velike knjižnice, arhivska skladišča in tudi zaklonišča, namenjena zavarovanju v odstavku a) opredeljenih premičnih kulturnih dobrin v primeru oboroženega spopada;
- (c) središča, v katerih je znatno število kulturnih dobrin, ki so navedene v odstavkih a) in b), tako imenovana »spomeniška središča«.

### Varovanje kulturne dobrine
Člen 3. Visoke pogodbenice se zavezujejo, da bodo že v mirnem času pripravile zavarovanje kulturnih dobrin, ki so na njihovem ozemlju, pred verjetnimi posledicami oboroženega spopada, tako da bodo sprejele vse ukrepe, ki jih imajo za nujno potrebne.

### Spoštovanje kulturne dobrine
Člen 4.
- 1. Visoke pogodbenice se zavezujejo, da bodo spoštovale kulturne dobrine, tako tiste, ki so na njihovem ozemlju, kot tudi tiste na ozemlju drugih visokih pogodbenic, da ne

bodo uporabljale teh dobrin in njihove najbližje okolice ali varstvenih ureditev za namene, ki bi v primeru oboroženega spopada lahko izpostavili te dobrine uničenju ali
poškodovanju, in tudi, da se bodo odpovedale vsakršnim sovražnim dejanjem proti takim dobrinam. 
- 2. Dolžnosti, opredeljene v 1. odstavku tega člena, je mogoče opustiti samo v primerih, ko to neizogibno zahteva vojna nuja.
- 3. Visoke pogodbenice se poleg tega zavezujejo, da bodo prepovedale, preprečevale in po potrebi ustavile vsakršno obliko kraje, ropanja ali odtujevanja kulturnih dobrin,

vsako vandalsko dejanje proti omenjenim dobrinam in da ne bodo zasegale premičnih kulturnih dobrin, ki so na ozemlju druge visoke pogodbenice. 
- 4. Vzdržale se bodo vseh nasilnih dejanj, namenjenih proti kulturnim dobrinam.
- 5. Posamezna visoka pogodbenica se ne more izogniti v tem členu navedenim dolžnostim do druge visoke pogodbenice z izgovorom, da ta ni sprejela varnostnih ukrepov iz 3. člena

### Zasedba
5. člen 
- 1. Visoke pogodbenice, ki delno ali popolnoma zasedajo ozemlje druge visoke pogodbenice, so dolžne, kolikor je to mogoče, podpirati prizadevanja pristojnih državnih oblasti za zavarovanje in ohranitev kulturnih dobrin.
- 2. Če je za ohranitev kulturnih dobrin na zasedenem ozemlju, poškodovanih zaradi vojnih operacij, potreben nujen poseg, pa pristojne državne oblasti tega niso zmožne izvesti, prevzame, kolikor je to mogoče, nujne ohranitvene ukrepe zasedbena sila, in sicer v tesnem sodelovanju s temi oblastmi.
- 3. Vsaka visoka pogodbenica, katere vlado štejejo člani odporniškega gibanja za svojo zakonito vlado, jih bo, če je to le mogoče, opozorila na dolžnosti izpolnjevanja določb konvencije, ki zadevajo spoštovanje kulturnih dobrin.

## Drugi Protokol haške konvencije
Kazniva dejanja storjena zoper kulturne dobrine v poznih 1980 in začetku leta 1990 so opozorila na pomanjkljivosti pri izvajanju Haaške konvencije. Kot rezultat pregleda je bil na diplomatski konferenci v Haagu marca 1999 sprejet Drugi protokol k Haaški konvenciji. Drugi protokol skuša vključiti izkušnje iz varovanja kulturnih dobrin v konfliktu in razvoj na področju mednarodnega humanitarnega in zakonodajnega področja varstva kulturne dobrine iz leta 1954. Temelji na določbah konvencije, ki se nanašajo na varovanje in spoštovanje kulturnih dobrin in vodenja sovražnosti s čimer zagotavlja večjo zaščito kot prej.

### Izboljšana zaščita
Tretje poglavje Drugega protokola ustvarja novo kategorijo okrepljenega varstva kulturne dediščine. Da se odobri okrepljeno varstvo kulturne nepremičnine mora biti še posebej pomembna za človeštvo, uživa ustrezno pravno varstvo na nacionalni ravni in se ne uporablja za vojaške namene. Četrto poglavje dopolnjuje ureditev zavarovanja iz Haaške konvencije z zagotavljanjem dveh ravni zaščite: osnovni nivo v okviru Haaške konvencije za države pogodbenice in višjo raven varstva v okviru drugega protokola za države pogodbenice.
Trenutno je le 10 kulturnih lastnosti iz 5 držav pogodbenic vpisanih na izboljšanem seznamu varstva. Te so v Azerbajdžanu, Belgiji, na Cipru, v Italiji in Litvi. Novi napisi so bili načrtovani za 2014-2017, ampak do sedaj ni novih kulturnih lastnosti vpisanih na izboljšanem seznamu varstva.

### Odbor za varstvo kulturnih dobrin v primeru oboroženega spopada
Člen 24 Drugega protokola določa 12-članski medvladni odbor za nadzor izvajanja drugega protokola in de facto konvencije. Njegove glavne naloge so: dodeljevanje, opustitev ali razveljavitev okrepljenega varstva, nadzor nad izvajanjem Drugega protokola in upoštevanje in razdeljevanje mednarodne pomoči in uporaba Sklada za varstvo kulturnih dobrin v primeru oboroženega spopada.

### Sklad za varstvo kulturnih dobrin v primeru oboroženega spopada
Člen 29 Drugega protokola oblikuje sklad za varstvo kulturnih dobrin v primeru oboroženega spopada. Njegov namen je zagotoviti finančno ali drugo pomoč, za pripravljalne ali druge ukrepe, ki jih je treba sprejeti v miru. Prav tako zagotavlja finančno ali drugo pomoč v zvezi zasilnih, začasnih ali drugih ukrepov za zaščito kulturnih dobrin v času oboroženega spopada, ali za okrevanja po koncu sovražnosti. Odbor je dodelil finančno pomoč Salvadorju leta 2011 in Maliju v letu 2012. Po letu 2012 še nobena država pogodbenica ni zaprosila za mednarodno pomoč iz sklada.

### Sankcije in individualna kazenska odgovornost
Četrto poglavje določa sankcije, ki se naložijo za hude kršitve v zvezi s kulturnimi dobrinami in določa pogoje, ki morajo veljati za posameznika za kazensko odgovornost. To odraža povečano prizadevanje za boj proti nekaznovanosti prek učinkovitega kazenskega pregona. Drugi protokol opredeljuje pet "resnih kršitev", za katere se uvaja individualno kazensko odgovornost. Države so dolžne sprejeti ustrezno zakonodajo za te kršitve v skladu z notranjim pravom, da zagotovijo ustrezne kazni in za določitev jurisdikcije teh kaznivih dejanj, vključno z univerzalno jurisdikcijo za tri od petih hudih kršitev. V času pisanja se še nihče ni soočil s pregonom v skladu s poglavjem Štiri.